# Шампокс ет ла Шапел Помје
Шампокс ет ла Шапел Помје (фр. Champeaux-et-la-Chapelle-Pommier) насеље је и општина у југозападној Француској у региону Аквитанија, у департману Дордоња која припада префектури Нонрон.
По подацима из 2011. године у општини је живело 154 становника, а густина насељености је износила 6,56 становника/km². Општина се простире на површини од 23,48 km². Налази се на средњој надморској висини од 120 метара (максималној 251 m, а минималној 135 m).

## Демографија
| 1962. | 1968. | 1975. | 1982. | 1990. | 1999. | 2011. |
| ----- | ----- | ----- | ----- | ----- | ----- | ----- |
| 183   | 240   | 224   | 184   | 200   | 173   | 154   |

График промене броја становника у току последњих година